# Primno evansi
Primno evansi är en kräftdjursart som beskrevs av Martin Sheader 1986. Primno evansi ingår i släktet Primno och familjen Phrosinidae. Inga underarter finns listade i Catalogue of Life.